# Шуляк, Евгений Александрович
Евгений Александрович Шуляк (бел. Яўген Аляксандравіч Шуляк; 12 сентября 1939 год, деревня Жирблевичи, Логойский район, Минская область) — кузнец-штамповщик Минского автомобильного завода Белорусского объединения по производству большегрузных автомобилей имени 60-летия Великого Октября, Белорусская ССР. Герой Социалистического Труда (1981). Лауреат Государственной премии БССР (1978). Депутат Верховного Совета СССР 11-го созыва.
С 1963 года — кузнец-штамповщик Минского автомобильного завода.
Досрочно выполнил производственные задания десятой пятилетки (1976—1980) и собственные социалистические обязательства. Указом Президиума Верховного Совета СССР от 31 марта 1981 года за выдающиеся производственные успехи, достигнутые в выполнении заданий десятой пятилетки и социалистических обязательств, и проявленную трудовую доблесть удостоен звания Героя Социалистического Труда с вручением ордена Ленина и золотой медали «Серп и Молот».
Избирался делегатом XXVII съезда КПСС.